# Georgi Dimitrow (1959–2021)
Georgi Dimitrow Georgijew (bułg. Георги Димитров Георгиев, ur. 14 stycznia 1959 w Gledaczewie, zm. 8 maja 2021) – bułgarski piłkarz występujący na pozycji obrońcy, reprezentant Bułgarii w latach 1978–1987, trener piłkarski.

## Kariera klubowa
Wychowanek klubu Beroe Stara Zagora, skąd w wieku osiemnastu lat przeniósł się do CSKA Sofia, gdzie występował przez kolejnych dziewięć sezonów. W tym czasie rozegrał w lidze dwieście dwadzieścia dwa mecze, zdobył cztery tytuły mistrza, dwa Puchary oraz raz – w sezonie 1981/82 – dotarł do półfinału Pucharu Europejskich Mistrzów Krajowych. Był liderem linii defensywnej CSKA do końca lat 80., a oprócz licznych wyróżnień zespołowych, zdobył także – w 1985 roku – nagrodę indywidualną, dla najlepszego piłkarza roku w Bułgarii. Po Mundialu 1986 wyjechał za granicę, do AS Saint-Étienne. W sezonie 1987–1988 zajął z tym zespołem czwarte miejsce w Ligue 1. W 1988 roku powrócił do kraju, występował jeszcze w CSKA i Slawii Sofii, gdzie w wieku 31 lat zakończył piłkarską karierę.

## Kariera reprezentacyjna
W reprezentacji Bułgarii zadebiutował w 1978 roku. Przez kolejną dekadę był ważną postacią linii obronnej drużyny narodowej, w której rozegrał łącznie 77 meczów (zajmuje dziewiąte miejsce w klasyfikacji zawodników z największą liczbą meczów w kadrze). Spełnieniem jego reprezentacyjnej kariery był występ na mundialu 1986, na którym podopieczni Iwana Wucowa – po raz pierwszy w historii – przebrnęli przez fazę grupową i awansowali do drugiej rundy turnieju, w której przegrali 0:2 z Meksykiem. Dimitrow, który był kapitanem zespołu, zagrał we wszystkich czterech meczach od pierwszej do ostatniej minuty. Rok po mistrzostwach zakończył karierę reprezentacyjną.

## Kariera trenerska
Jako trener prowadził kluby Wełbyżd Kiustendił, Minior Pernik, Wełbyżd Słokoszica oraz Marek Dupnica.

## Sukcesy

### Zespołowe
CSKA Sofia
- mistrzostwo Bułgarii: 1979/80, 1980/81, 1981/82, 1982/83, 1988/89
- Puchar Bułgarii: 1982/83, 1984/85, 1988/89

### Indywidualne
- Piłkarz roku w Bułgarii: 1985